# Мавзолей Болган-ана
Мавзолей Болга́н-ана́ — памятник мемориального зодчества Казахстана республиканского значения, расположен в Улытауской области, приблизительно в 10 км выше слияния pек Каракенгир и Сарысу, в урочище Каражар.
Составляет культурно-историческое единство с другими значительными памятникам мемориальной архитектуры, сохранившимися в том же районе, — мавзолеями Алаша-хана, Аяк-Хамыра, Джучи-хана, Жубан-аны́, часто упоминается вместе с ними как пример самобытного стиля, существовавшего в районах Центрального Казахстана в средние века. Охраняется государством с 1982 года.

## Архитектура
Мавзолей представляет собой однокамерное сооружение портально-купольного типа, почти квадратное в плане (926х1090х930х1085 по внешнему контуру), сориентированное выходом на юго-запад (сторону, благоприятную в китайской традиции), сложенное целиком из хорошо обожжённого кирпича квадратной формы (32х32х6 см.);
фундамент у сооружения неглубокий и залит глиняным раствором, перемешанным с тем же кирпичом, — из-за чего, возможно, мавзолей и пострадал так сильно от времени: купол, поддерживавшие его перекрытия и опорные элементы, вместе с примыкавшей к ним верхней частью стен и портала полностью разрушились;
однако уцелевшая часть стен высотой до 2,9 метра и портала высотой до 3,7 (4,7) метра вполне позволяют судить о строении, — его пропорциях, композиции и стиле, — во многих отношениях напоминающих мавзолей Аяк-Хамыра.
Как и мавзолей Аяк-Хамыра, мавзолей Болган-ана́ выложен из квадратных кирпичей (хотя чуть большего размера, и, следовательно, дающих чуть меньше швов кладки), и имеет почти такое же отношение фасада к боковой стене; так же в мощном (толщиной 3,1 м) портале устроена относительно неглубокая (1,2 м), при её ширине (2,6 м), ниша, верх которой когда-то украшал клинчатый арочный свод; нишу обрамляла П-образная выемка, шириной 48 см.
Почти симметрично по отношению к П-образной выемке в портале сделаны ещё две (глубиной 12 см), вертикальные — по одной с каждой стороны. Выемки предназначались, по-видимому, для установки орнаментальных терракотовых плит.
Здесь сходство с мавзолеем Аяк-Хамыра, украшенного резными вставками не только по порталу, но и по боковым стенам, заканчивается, поскольку ни следов этих плит, ни каких-либо следов налепов раствора в выемках нет. Как нет и каких-либо рельефных украшений на других, кроме фасадной, стенах — они совершенно гладкие. Возможно, устроитель намеренно оставил выемки пустыми, — из соображений экономии и эффекта строгой простоты, в духе которых вообще выдержан мавзолей.
В центре ниши расположен входной проём, высотой 2,2 и шириной 1,3 метра, также украшенный аркой. Это первое по времени и единственное среди «старых» мавзолеев украшение входного проёма аркой, — все подобные сооружения этой и предыдущих эпох на территории современного Казахстана оформлялись простой горизонтальной перемычкой. По своей форме «арка приближается к редкой в Казахстане килевидной форме», наверняка «рифмовавшейся» с основной аркой ниши.
Входной проём ведёт в довольно длинный проход (1,9 м) со сводчатым потолком. Далее располагается помещение, имеющее также почти квадратную площадь, но приблизительно в 2,5 раза меньшую наружной (6,27х6,29 м). Полное ощущение перехода из одного мира в другой, — если представить, что восьмигранный подкупольный барабан и купол диаметром в 6 м целы, — завершалось резким лучом света, падающим сквозь отверстие в куполе на пол из квадратного кирпича.
Простой план, строгие и выразительные архитектурные формы, технически грамотно выполненные работы по кирпичной кладке и штукатурке говорят о довольно высокой культуре строительного искусства того времени
Влияние мавзолея Болган-ана́ на сложение позднейших мавзолеев доказывается в обширной работе, посвящённой мемориальному зодчеству Казахстана.

## Ландшафт
Мавзолей расположен на крутом берегу реки, на самой верхней его террасе, и хорошо виден издали. Как и многие памятники мемориального зодчества, он служил одновременно путевым ориентиром и, возможно, пространственно-межевой меткой. Господствующая высота места также неслучайна, — открывающийся вид умиротворяет своей широтой, создает созерцательное настроение; сооружение дольше остаётся на солнечном свету.
Террасой ниже на том же берегу находятся руины неизвестных построек, имеющих фундамент и подвалы, — предполагают, что это своеобразный «замок», хозяин или хозяйка которого и распорядились о возведении усыпальницы. Косвенно гипотезу «фамильного некрополя» подтверждает мемориальное сооружение, расположенное в непосредственной близости от Болган-аны́, известное под названием «Болган-ана № 2». Двукамерное, но при этом меньшее по размерам, оно построено значительно позже, на что указывает совершенно другая технология: стены из сырца и пахсы́ (утрамбованной глины) облицованы снаружи и внутри красным обожжённым кирпичом. Из-за того, что облицовка не перевязана с основой, этот второй, более молодой мавзолей пострадал от времени даже сильнее, чем первый.

## Микрохороним
Название мавзолея «Болган-ана́» означает что-то вроде «Матушка-Болган» и сохранилось исключительно в устной традиции — вплоть до первых записей путешественниками XVIII-XIX веков. Записи эти были путанными и противоречивыми, как и рассказы их разноязычных проводников. Позднее из письменных источников стало известно и о некоем городе Болган-ана. Довольно точной оставалась привязка, — «чуть выше устья Каракенгира», позволившая позже осторожно идентифицировать под разными названиями один и тот же объект (в записках Н. Рычкова, А. Лёвшина, Ч. Валиханова и других). Окончательно идентифицировал и впервые описал мавзолей известный казахский археолог А. Х. Маргулан.
Однако окончательно идентифицировать и личность, давшую сооружению своё имя пока не удалось. Одни источники утверждают, что девица Болган — сноха полулегендарного Алаша-хана, другие считают её снохой или даже возлюбленной самого Чингисхана, третьи — зажиточной вдовой владетельного протоказаха.

## Датировка
От ответа на вопрос, кем же была Болган-ана́, зависит и ответ на вопрос, когда мавзолей был построен: сторонники связи с Алаша-ханом, даты жизни которого указываются в разных источниках в диапазоне от VIII до XV веков, так же последовательны в датировке мавзолея Болган-ана; сторонники связи с первыми чингизидами датируют XIII-началом XIV века; наконец, утверждается, что мавзолей был построен, скорее всего, не ранее начала XV века.